# Mbombela Stadium
Mbombela Stadium er et stadion i Nelspruit i Sydafrika, der blev bygget op til VM i fodbold 2010, som Syafrika var vært for, men som forventes i fremtiden også at blive brugt til andre sportsgrene. Det blev indviet i oktober 2009, og har plads til 43.589 siddende tilskuere.

## VM i fodbold 2010
Stadionet var et af de ti, der blev udvalgt til at være vært for kampe ved VM i 2010. Her lagde det græs til fire indledende gruppekampe.